# Wiborgia fusca
Wiborgia fusca är en ärtväxtart som beskrevs av Carl Peter Thunberg. Wiborgia fusca ingår i släktet Wiborgia och familjen ärtväxter.

## Underarter
Arten delas in i följande underarter:
- W. f. fusca
- W. f. macrocarpa